# Giacinto Froggio
Giacinto Froggio (Vibo Valentia, 15 febbraio 1919 – 22 aprile 2002) è stato un politico italiano.

## Biografia
Laureato in giurisprudenza, è avvocato. Eletto all'Assemblea costituente nelle liste della Democrazia Cristiana, fece parte della Commissione dei 75 come membro della Seconda sottocommissione (dal 6 febbraio al 10 aprile 1947) e successivamente della Prima Sottocommissione (dal 31 maggio 1947 al 31 gennaio 1948).
Muore all'età di 83 anni nell'aprile del 2002.